# Samuel Kibamba
Samuel Kibamba (ur. 15 grudnia 1949 w Léopoldville) – kolarz szosowy z Demokratycznej Republiki Konga, uczestnik letnich igrzysk olimpijskich.
Kibamba wraz z czterema innych kolarzami szosowymi jako pierwszy w historii reprezentował Demokratyczną Republikę Konga na letnich igrzyskach olimpijskich podczas igrzysk 1968 w Meksyku. Wystartował w jeździe drużynowej na czas razem z Jeanem Barnabe, Constantinem Kabembą i François Ombanzim. Kongijczycy zajęli wówczas ostatnie miejsce spośród 30. reprezentacji. Kibamba brał także udział w wyścigu indywidualnym ze startu wspólnego, którego nie ukończył.